# Ornithodira
Az Ornithodira (jelentése 'madárnyakúak') az Archosauria csoport egyik kládja.
1986-ban Jacques Gauthier egy csomópont-alapú kládot nevezett el a dinoszauruszok és a pteroszauruszok közös őse, és valamennyi leszármazottja számára. 1991-ben Paul Sereno volt az első, aki egy szabályos definíciót fogalmazott meg, ami határozottan ide sorolta be a Scleromochlust, így a csoport feltételesen nagyobb lett, mint a  sensu Gauthier Ornithodira. 1999-ben Michael J. Benton úgy ítélte meg, hogy a Scleromochlus valójában a sensu Gauthier Ornithodirán kívül helyezkedik el; még ebben az évben definiált egy ág-alapú kládot, az  Avemetatarsaliát a teljes sensu Gauthier Archosauria számára (ez lett Benton Avesuchia kládja), amely közelebb áll a dinoszauruszokhoz, mint a Crocodyliához. 2004-ben Benton hivatalos definíciót hozott létre a sensu Gauthier Ornithodira számára. 2005-ben Sereno azt állította, hogy az Ornithodira nem volt használható fogalom, míg az Avemetatarsalia igen.
Az Ornithodira tagjait a felegyenesedett testhelyzet és az S alakú nyak jellemzi, melyre a nevük is utal. A definíció által szigorúan két részre, a Dinosauromorpha és a Pterosauromorpha alkládra oszlik. A Dinosauromorpha olyan bazális nemeket tartalmaz, mint a Lagerpeton és a Marasuchus, de ide tartoznak a jóval fejlettebb dinoszauruszok is, melyek Theropoda alcsoportja a legtöbb tudós szerint a madarakhoz vezet. Az Ornithodira ebből következően még nem halt ki.
A Pterosauromorpha klád a jól ismert repülő hüllőket a pteroszauruszokat tartalmazza, melyek a mai ismeretek alapján az első igazi repülésre képes gerincesek voltak. A legtöbb kutató szerint a pteroszauruszokra nem volt jellemző sem az S alakú nyak, sem a felegyenesedett testhelyzet; az Ornithodira kládot az eredete és nem a jellemzői alapján definiálták – és lehetséges, hogy a későbbi leszármazottaik más jellemzőkkel rendelkeztek.

## Törzsfejlődés
Az alábbi kladogram Ezcurra (2006-os) műve alapján készült:
```
Ornithodira

|--
Pterosauromorpha

|  |
|  `--
Pterosauria

`--
Dinosauromorpha

      |--
Lagerpeton

      `--
Dinosauriformes

           |--
Marasuchus

           `--+--
Pseudolagosuchus

              `--+--
Silesaurus

                 `--+--
Eucoelophysis

                    `--
Dinosauria

                         |--
Saurischia

                         |   |--
Herrerasauridae

                         |   `--
Eusaurischia
 
                         |       |--
Theropoda

                         |       `--
Sauropodomorpha

                         `--
Ornithischia
```

## Fordítás
- Ez a szócikk részben vagy egészben  az   Ornithodira című angol Wikipédia-szócikk ezen változatának fordításán alapul.  Az eredeti cikk szerkesztőit annak laptörténete sorolja fel. Ez a jelzés csupán a megfogalmazás eredetét és a szerzői jogokat jelzi, nem szolgál a cikkben szereplő információk forrásmegjelöléseként.